# Skagafjörður (Fjord)
Der Skagafjörður ist ein Fjord im Nordwesten von Island.
Der etwa 40 km lange und bis zu 46 km breite Fjord der Grönlandsee liegt zwischen den großen Halbinseln Skagi (isl. Halbinsel) und Tröllaskagi (isl. Trollhalbinsel). In diesen Fjord mündet der aus dem Hochland herunterströmende Fluss Héraðsvötn mit zwei Armen. Im Südwesten des Fjordes liegt die Stadt Sauðárkrókur und an der Ostküste der Ort Hofsós. Im Fjord liegen einige Inseln wie Lundey, Drangey und Málmey. Vom Fjord reicht die gleichnamige Gemeinde Skagafjörður weit nach Süden ins Land hinein und es handelt sich hier sogar um eines der größten Täler Islands (5 bis 10 km breit und etwa 35 km lang).
Am Ostufer verläuft der Siglufjarðarvegur , an der Südküste die Sauðárkróksbraut  und am Westufer zunächst die Stichstraße Reykjastrandarvegur (Straße 748)  und der Skagavegur (Straße 745) um die Halbinsel Skagi.